# Cambalida insulana
Cambalida insulana är en spindelart som beskrevs av Eugène Simon 1910. 
Cambalida insulana ingår i släktet Cambalida, och familjen flinkspindlar. Artens utbredningsområde är Ekvatorialguinea. Inga underarter finns listade i Catalogue of Life.